# كيم (كولورادو)
كيم (بالإنجليزية: Kim, Colorado)‏ هي بلدة تقع في مقاطعة لاس أنيماس، كولورادو بولاية كولورادو في الولايات المتحدة. تبلغ مساحتها 0.8 (كم²)، وترتفع عن سطح البحر 1734 م، بلغ عدد سكانها 66 نسمة في عام 2006 حسب إحصاء مكتب تعداد الولايات المتحدة .

## وصلات خارجية
- The US50 - Cities and Towns in Colorado State
- Colorado Cities and Towns, Facts, Map, Flag, Colleges, Government, and More